# Rašića Gaj
Rašića Gaj (cyr. Рашића Гај) – wieś w Bośni i Hercegowinie, w Republice Serbskiej, w gminie Vlasenica. W 2013 roku liczyła 42 mieszkańców.